# Angus MacNeil

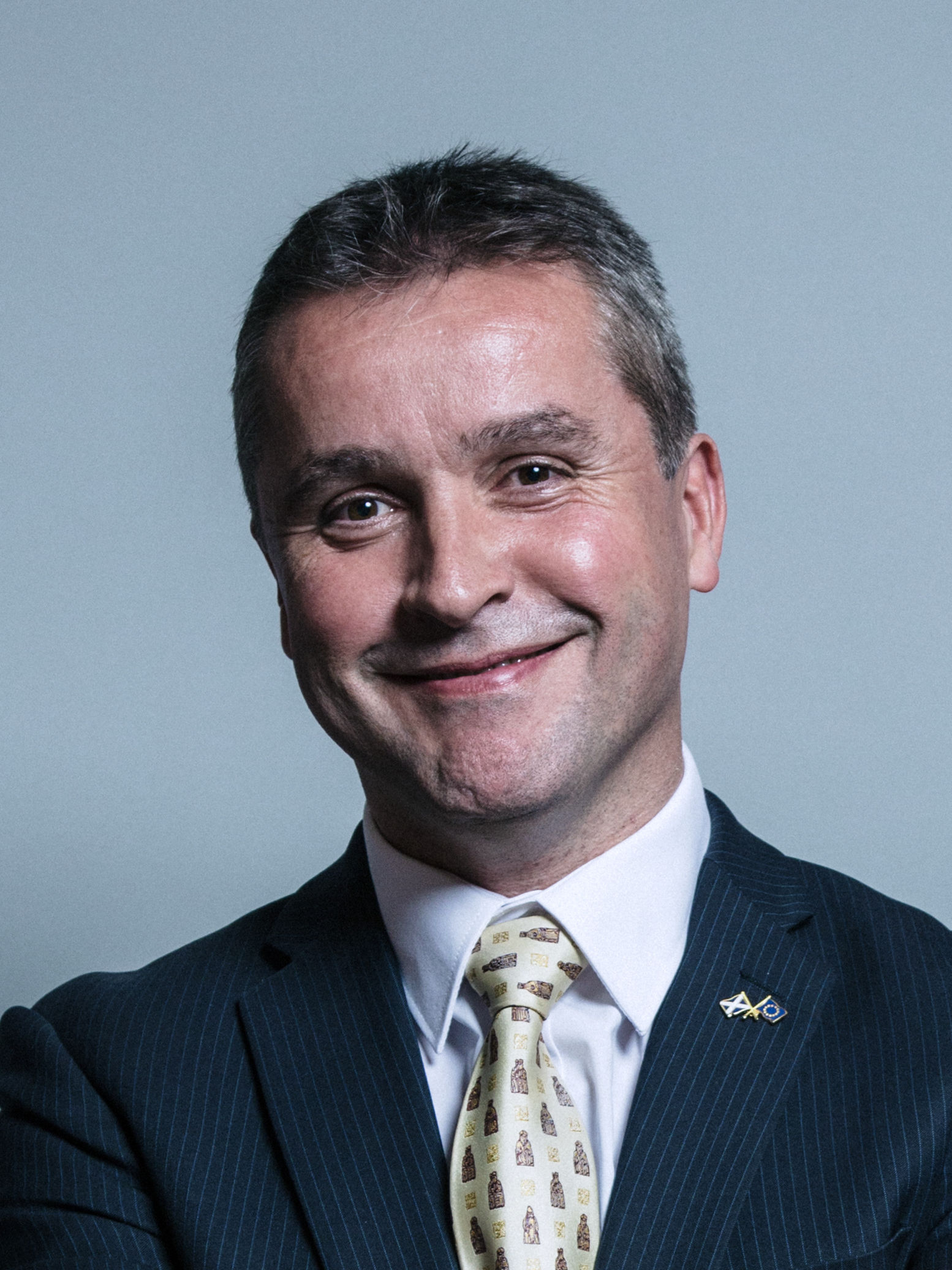
Angus MacNeil

Angus Brendan MacNeil (schottisch-gälisch Aonghas Brianan MacNèill; * 21. Juli 1970 in Tangasdale, Barra) ist ein schottischer Politiker. Er war langjähriger Unterhausabgeordneter der Scottish National Party (SNP).

## Leben
MacNeil wurde in dem Weiler Tangasdale auf der Hebrideninsel Barra geboren. Er besuchte die Castlebay School sowie das Nicolson Institute auf Lewis, bevor er an der Universität von Strathclyde ein Ingenieursstudium abschloss. Anschließend war MacNeil als BBC-Reporter in Inverness tätig und nahm dann Stellungen auf Mull sowie in Fort William an. Zuletzt war er als Grundschullehrer in Eoligarry auf Barra tätig. McNeil ist verheiratet und Vater dreier Töchter.

## Politischer Werdegang

### Politiker der Scottish National Party
Erstmals trat MacNeil bei den Unterhauswahlen 2001 zu Wahlen auf nationaler Ebene an. Im Wahlkreis Inverness East, Nairn and Lochaber erreichte er jedoch nur den zweitgrößten Stimmenanteil hinter dem Labour-Kandidaten David Stewart und verpasste damit den Einzug in das britische Unterhaus. Zu den Unterhauswahlen 2005 bewarb sich MacNeil um das Mandat des Wahlkreises Na h-Eileanan an Iar, dessen Mandat der Labour-Politiker Calum MacDonald seit 1987 hielt. Am Wahltag konnte MacNeil einen Stimmenanteil von 44,9 % für sich verbuchen und erhielt damit das Mandat des Wahlkreises. Bei den folgenden 2010, 2015 und 2017 verteidigte er sein Mandat.
McNeil erlangte breitere Bekanntheit, als er zusammen mit Martin Bell den Anstoß zu Untersuchungen, die eine Vergabe von Life Peerages gegen finanzielle Zuwendungen betraf, gab. 2006 wurde er aus diesem Grund als bester schottischer Politiker im Unterhaus ausgezeichnet.

### Parteiausschluss 2023
MacNeil kritisierte wiederholt die SNP-Parteiführung über deren Strategie zur Erlangung der Unabhängigkeit Schottlands. Im Juli 2023 eskalierte der Konflikt vor allem mit dem SNP-Chief Whip Brendan O’Hara. MacNeil wurde vorgeworfen, dass er O’Hara bedroht habe, was er abstritt. Nach der Eskalation erklärte MacNeil, dass er bis mindestens Oktober 2023 nicht mehr Mitglied der SNP-Parlamentsfraktion sein wolle. Als er diese Ankündigung auf Aufforderung nicht rückgängig  machte, wurde er am 11. August 2023 aus der SNP ausgeschlossen.